# Huang Hui-chen
Dans ce nom chinois, le nom de famille, Huang, précède le nom personnel Hui-chen.
Pour les articles homonymes, voir Huang.
Huang Hui-chen (chinois traditionnel : 黃惠偵 ; pinyin : Huáng Huìzhēn) née en 1978 à Taïwan est une réalisatrice taïwanaise. Son film Small Talk sorti en 2016, raconte son histoire familiale et ses relations avec sa mère lesbienne.

## Biographie
La mère de Huang Hui-chen est lesbienne. Elle ne termine pas l'école primaire, parce qu'enfant elle intègre une troupe du temple Dintao. Elle travaille comme guide de l'âme : rite funéraire et folklorique. À la suite d'une dispute avec sa petite amie, elle se marie avec un homme alcoolique et violent. Elle a deux filles. Huang Hui-chen est l'aînée. À six ans, Huang Hui-chen accompagne sa mère et commence à travailler au temple Dintao. Sa mère quitte précipitamment le domicile  conjugal avec ses deux filles. Elle n'emporte pas les cartes d'enregistrement qui permettent aux enfants de fréquenter l'école. Sa mère supplie les voisins d'emmener ses enfants à l'école pour étudier. Mais comme les filles travaillent dans la troupe du temple trois jours par semaine, elles abandonnent l'école.
À l'âge de onze ans, Huang Hui-chen comprend que sa mère est lesbienne. Les adultes lui disent que c'est une perverse, une malade, une anormale.
En 1998, un réalisateur tourne un documentaire sur le guidage de l'âme. Huang Hui-chen découvre ainsi la caméra vidéo et le documentaire. Elle décide d'en acheter une pour raconter sa propre histoire. The Priestess Walks Alone (我和我的T媽媽) est son premier film. La lettre majuscule « T » dans le titre en chinois fait référence au mot anglais « tomboy », qui se traduit littéralement par « ma mère lesbienne garçon manqué et moi ». Dans la sous-culture LGBT de Taïwan, la lettre « T » est utilisée pour décrire les femmes qui choisissent d'adopter un rôle masculin dans les relations intimes.
Elle réalise également Hospital Wing 8 et Wu Jiang Wants To Go Home, documentaires sur les droits des travailleurs et à la justice en matière de réforme agraire.
En 2012, Huang Hui-chen donne naissance à sa fille. Cela lui permet de se questionner son propre rôle de mère et d'engager par brides des conversations avec sa mère qui n'avait jamais racontée son histoire. Le film Small Talk (日常對話) sort en 2016. Elle présente le film à Berlin en 2017. Il emporte de nombreux prix.

## Films
- The Priestess Walks Alone, 1998
- Hospital wing 8 East[5],
- Wu Jiang Wants To Go Home
- Small Talk, 2016